# Orfelia fascipennis
Orfelia fascipennis är en tvåvingeart som först beskrevs av Thomas Say 1824.  Orfelia fascipennis ingår i släktet Orfelia och familjen platthornsmyggor. Inga underarter finns listade i Catalogue of Life.